# Kogge

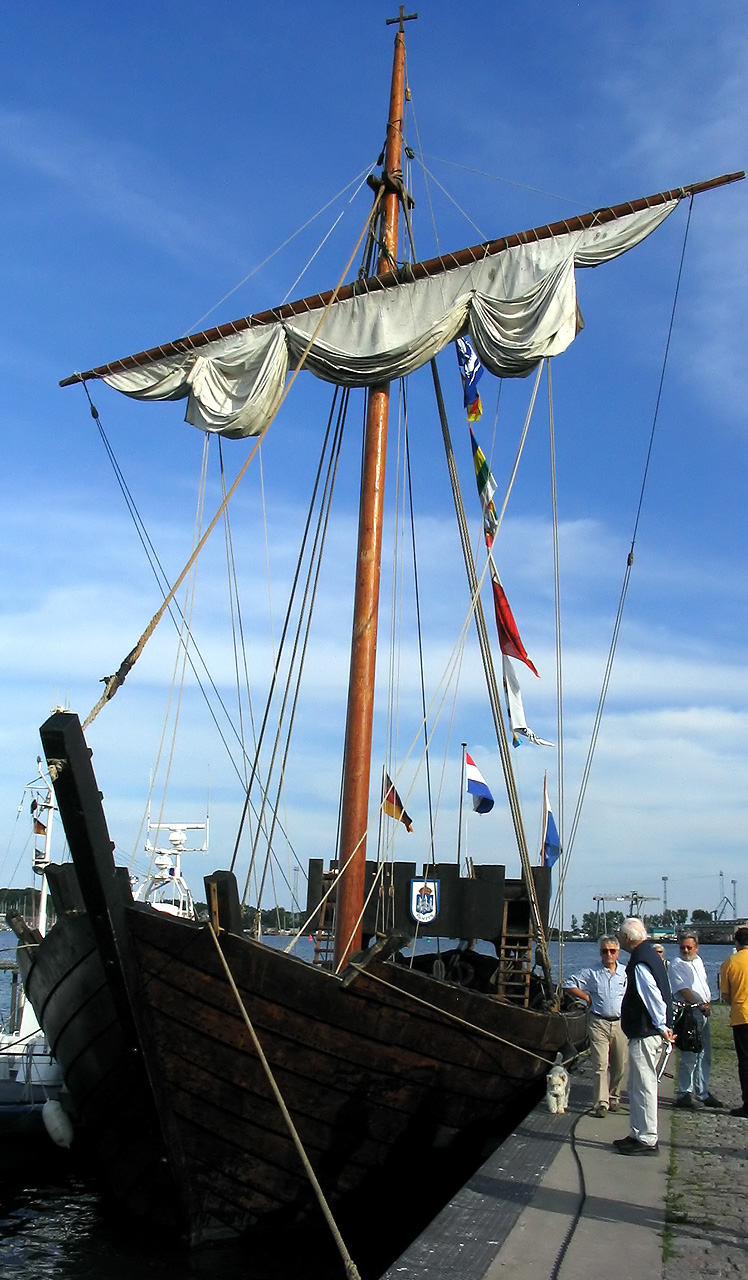
A Kampen kogge

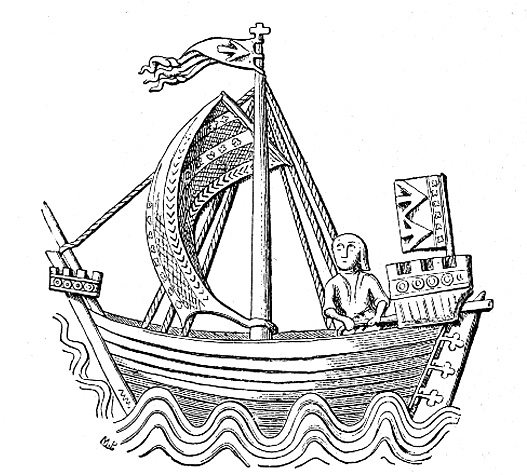
A kogge aránylag arányos ábrázolása Stralsund pecsétjén

A kogge középkori kereskedelmi hajótípus volt, amit hadicélokra is alkalmaztak. A kogge (más néven kogge-építésű hajó) először a 10. században jelent meg, majd a 12. században terjedt el. Általában tölgyfából készült, mely gyakori fafajta volt akkoriban Poroszországban és a Baltikumban. Egy árbóccal és egy négyszögletes vitorlával szerelték fel. Ezt a hajót a középkori Európában előszeretettel használta a Hanza-szövetség, különösen a Balti-térségben. A hosszuk 15–25 m közötti, legnagyobb szélességük 5–8 m között változott, legnagyobb példányaik terhelhetősége elérte a 200 tonnát.

## Felépítése

Kormánylapát

A kogge törzse középen lapos volt, hátrafelé haladva fokozatosan elkeskenyedett. Mindkét oldalán a gerinctől felfelé induló átlapolt palánkok burkolták, az átlapolásoknál szegekkel rögzítve. A gerinc csak kevéssel volt vastagabb, mint a mellette induló palánk, és nem volt átlapolva. Az orrnyúlvány és a törzs vége egyenes és hosszúkás volt. A palánkdeszkák illesztékeit általában mohával tömítették (dugaszolták), melyeket kapcsokkal rögzített lécekkel takartak le. A kormányzást függesztett kormánylapát tette lehetővé, mely igaz északi találmány volt. A kogge fedélzete nyitott volt, rövidebb távokra evezőkkel is mozgatták. A 13. században a fedélzet borítást kapott, ennek leghíresebb példája a brémai kogge. A fejlődés során a koggén két keresztvitorlás árbóc és egy latinvitorlás árbóc honosodott meg, a latinvitorla a hajó manőverezési képességének fokozását szolgálta. Ennek ellenére eléggé esetlen hajó volt, főleg nagy tömege miatt, ellenszélben még lavírozni sem tudott. A kogge első részén és a tatján magas felépítmények, bástyák emelkedtek, később itt helyeztek el ágyúkat. A tatfelépítmény a hajó hosszának közel felét tette ki, úgyhogy az ágyúk – ha fel volt szerelve velük – tulajdonképpen a hajó oldalain álltak.

## Története

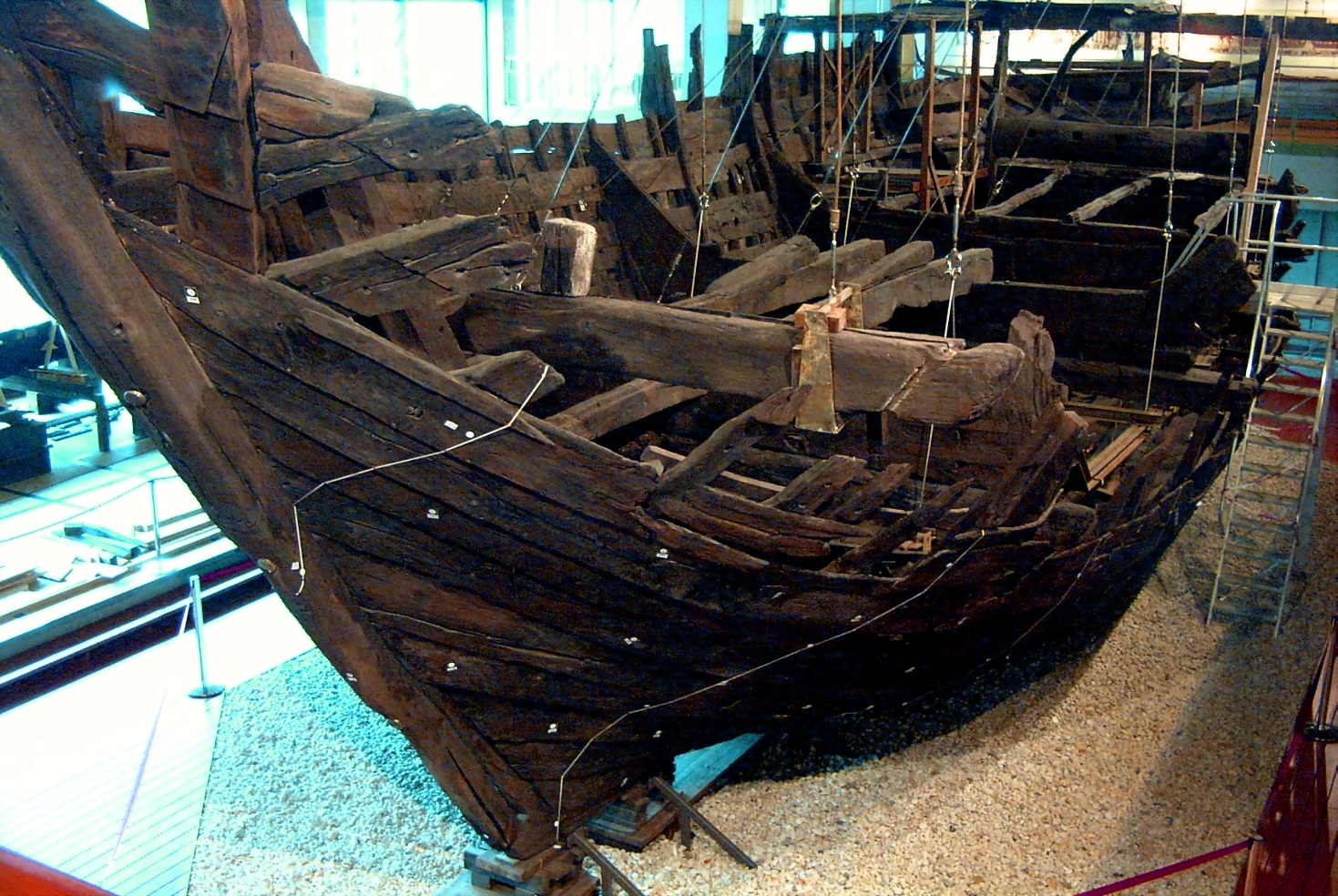
Ásatások alapján helyreállított kogge 1380-ból (Deutsches Schiffahrtsmuseum)

Első ízben 948-ban említik az Amszterdam melletti Muidenben. Korai példányaira hatással volt az északi knarr, mely 1240-ig a legelterjedtebb kereskedelmi hajó volt Észak-Európában. Valószínűleg kormányevezővel kormányozták, 1240-ig nincs említés kormánylapátról Észak-Európában.
Újabb archeológiai bizonyítékok tanúsága szerint a kogge szülőhelye a fríziai part, Nyugat-Jylland volt. A kogge nem csupán az egyre élénkülő kelet-nyugati kereskedelem hatására vált igazi tengerjáró hajóvá, fontos szerepe volt ebben a Limfjord szoros nyugati bejárata bezáródásának is. Évszázadokon keresztül ez a fjord egy biztonságos átjárót jelentett a Balti-tenger és az Északi-tenger között. A megváltozott geográfiai körülmények és az erős áramlás homokkal töltötte fel az átjárót, mely a 12. századra teljesen elzáródott. A változás új kihívást jelentett. A nagyobb hajók, melyeket nem tudtak átvonszolni a homokon, kénytelenek voltak megkerülni a Jylland félszigetet és körbenavigálni a veszélyes Skagen fokot, mielőtt elérték a Balti-tengert. A változásokat jól megfigyelhetjük, ha összehasonlítjuk ezeket a Kollerup, Skagen és Kolding környékén talált régebbi hajókkal.
A tágas és viszonylag olcsó hajók kifejlesztésének igénye hozta létre a Hanza-szövetség igazi "igáslovát", a koggét. Az új fejlett kogge már nem csupán egy fríziai parti hajó volt, hanem egy igazi tengerjáró, mely a legveszélyesebb átjárókon is biztonságosan hajózott át. A fedélzet elejére és végére kisebb bástyákat építettek a kalózok elleni védelemre, valamint hogy hadihajóként is használhatóak legyenek.
A kogge a 14. századra elérte fejleszthetőségének határát, így égető szükség volt egy gyors változásra. A választás a Hulk (hajó) típusra esett, mely már egy ideje létezett, de teljesen új alapokra kellett helyezni. Jóllehet semmi sem bizonyítja, hogy a hulk a koggéból alakult volna ki, mindenképp egyértelmű, hogy sok technológiai újítást vettek át egymástól. Az átmenet a koggéból a hulkba nem volt zökkenőmentes, mindkét típus több évszázadon keresztül létezett egymás mellett, de a fejlődésük elkülönült egymástól.

## Képgaléria

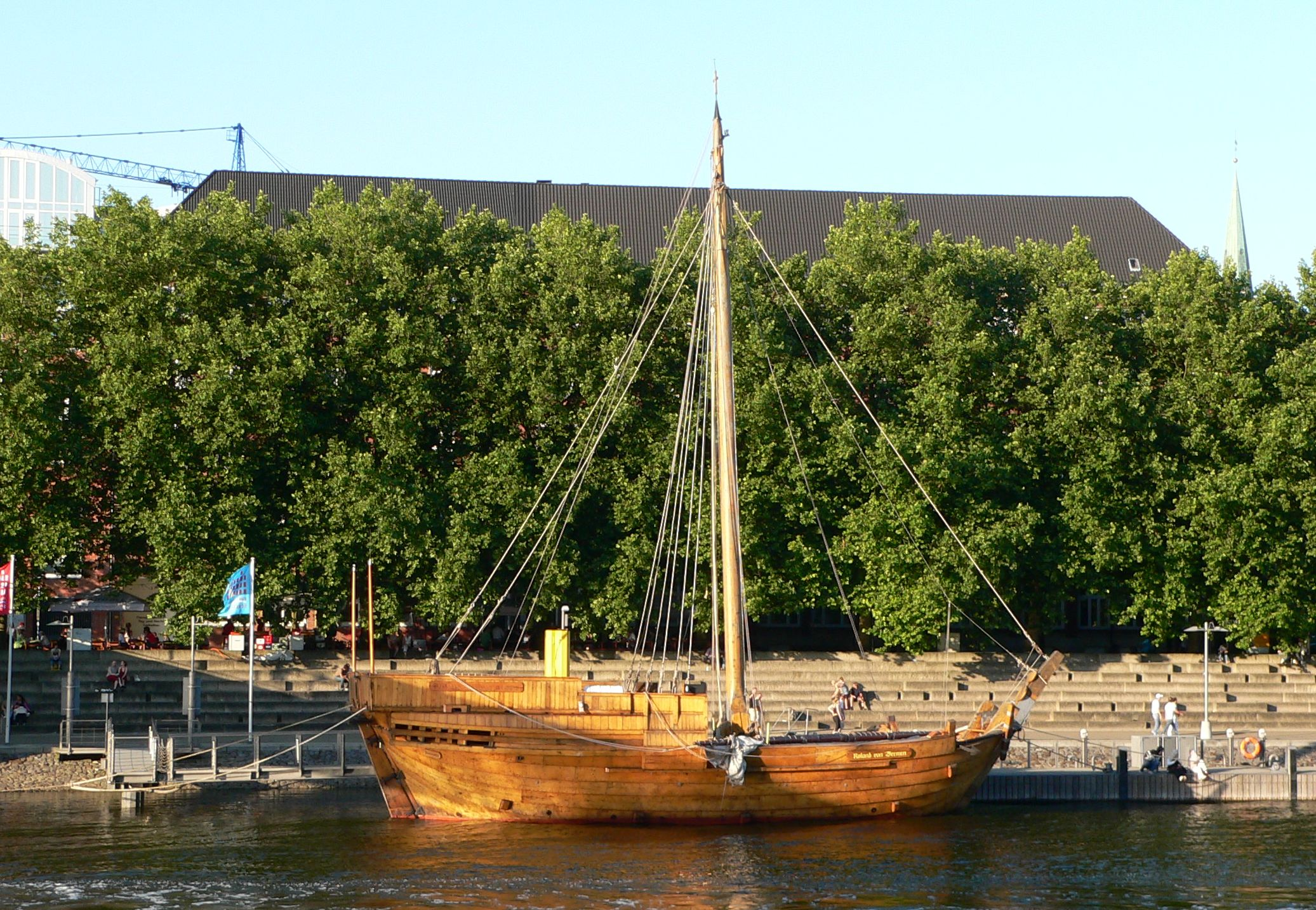
A Roland von Bremen kogge rekonstrukciója
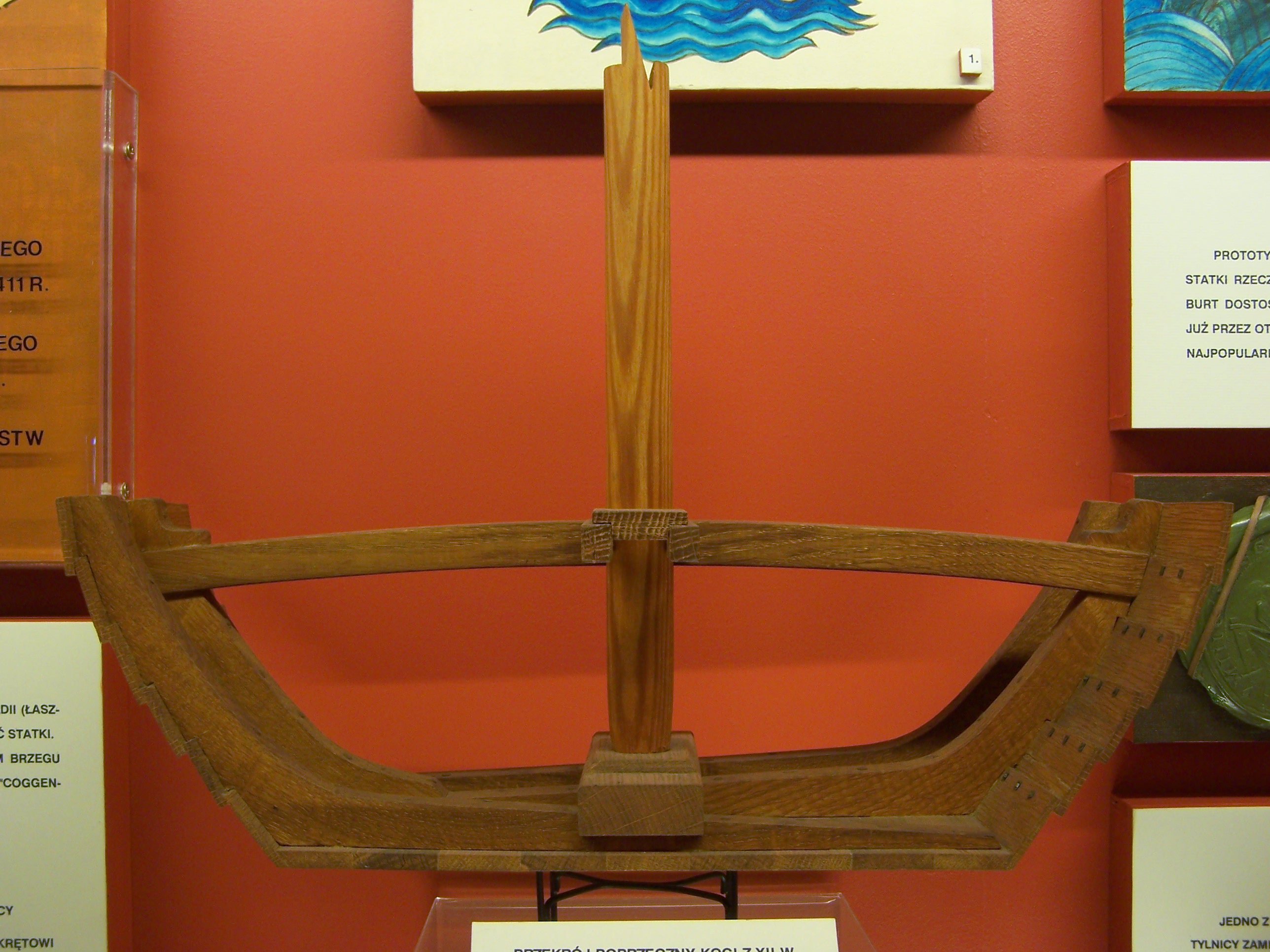
A Hulk keresztmetszete

## Fordítás
- Ez a szócikk részben vagy egészben  a   Cog (ship) című angol Wikipédia-szócikk ezen változatának fordításán alapul.  Az eredeti cikk szerkesztőit annak laptörténete sorolja fel. Ez a jelzés csupán a megfogalmazás eredetét és a szerzői jogokat jelzi, nem szolgál a cikkben szereplő információk forrásmegjelöléseként.